# Xinan

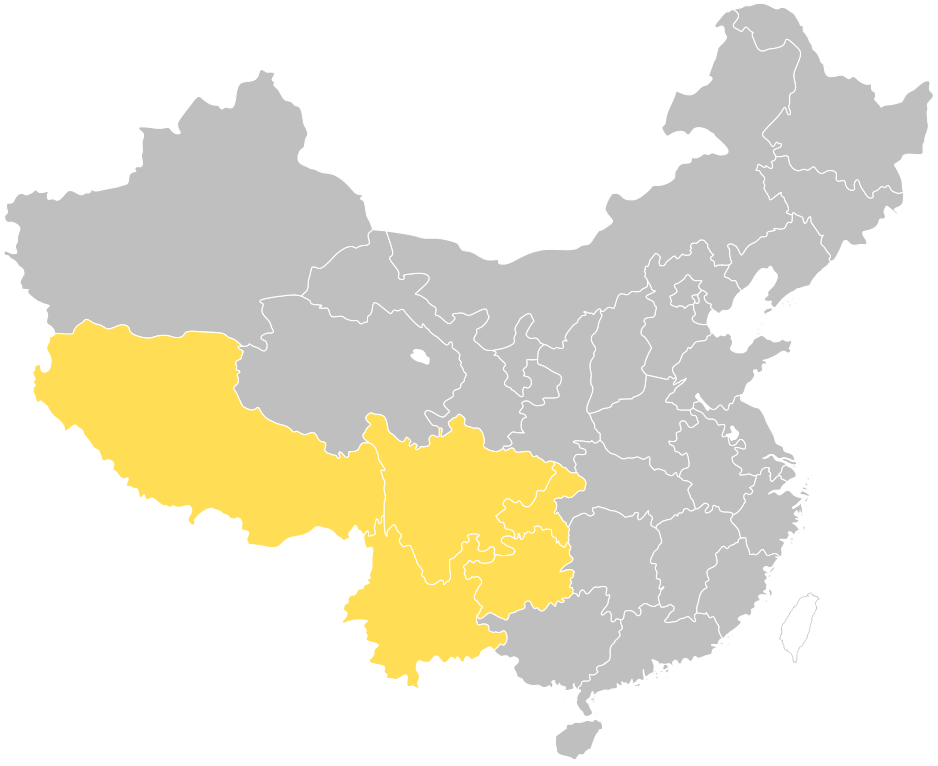
Regiunea China de Sud Vest

China de Sud Vest sau Xinan (chineză simplificată: 西南; pinyin: Xīnán) este o regiune geografică a Chinei care include municipalitatea Chongqing; provinciile Sichuan, Yunnan și Guizhou; precum și Regiunea autonomă Tibet.

## Diviziuni administrative
Provincii
| Nume    | Chineză (S) | pinyin  | Abreviere          | Capitala provinciei | Chineză | pinyin  |
| ------- | ----------- | ------- | ------------------ | ------------------- | ------- | ------- |
| Guizhou | 贵州        | Guìzhōu | 黔 qián or 贵 guì  | Guiyang             | 贵阳    | Guìyáng |
| Sichuan | 四川        | Sìchuān | 川 chuān or 蜀 shǔ | Chengdu             | 成都    | Chéngdū |
| Yunnan  | 云南        | Yúnnán  | 滇 diān or 云 yún  | Kunming             | 昆明    | Kūnmíng |

Municipalități
| Nume      | Chineză (S) | pinyin    | Abreviere |
| --------- | ----------- | --------- | --------- |
| Chongqing | 重庆        | Chóngqìng | 渝 yú     |

Regiuni Autonome
| Nume  | Chineză (S) | pinyin | Nume local   | Abreviere | Capitala provinciei | Chineză | pinyin | Nume local |
| ----- | ----------- | ------ | ------------ | --------- | ------------------- | ------- | ------ | ---------- |
| Tibet | 西藏        | Xīzàng | བོད་རང་སྐྱོང་ལྗོངས | 藏 zàng   | Lhasa               | 拉萨    | Lāsà   | ལྷ་ས་       |

China de Sud Vest este populată, dar nu la fel de puternic ca regiunea China de Nord. Regiunea China de Sud Vest este fertilă și cu multe bogății minerale. 